# Теда (графиня Остфрисланда)
Теда Укена (нем. Theda Ukena, в.-фриз. Theda Ukena; ок. 1430 или 1432, Ольдерзум, Мормерланд — 16 ноября 1494, Гретзиль, Графство Остфрисланд) — дочь восточно-фризского вождя Уко Фоккены, правителя Мормерланда и Эмсигерланда. Супруга графа Ульриха I; в замужестве — графиня Остфрисланда.
С 1466 по 1480 год являлась регентом графства Остфрисланд. Успешно противостояла попыткам герцога Бургундии и графа Ольденбурга захватить Восточную Фризию.

## Происхождение
Родилась около 1430 или 1432 года в Ольдерзуме  в семье восточно-фризского вождя Уко Фоккены (на сайте Фонда средневековых генеалогий указан под именем Уко Укены), правителя Мормерланда и Эмсигерланда и Гебы Аттены, дочери восточно-фризского вождя Лютета Аттены, правителя Дорнума и Нессе. Уко Фоккена умер в июне 1432 года, через полгода после рождения дочери. Геба Аттена снова вышла замуж за восточно-фризского вождя Хайко фон Винхема, правителя Хинте. В замке последнего она жила, вместе с дочерью, и умерла, когда той исполнилось восемнадцать лет. Ранее в 1436 году умер восточно-фризский вождь Фокко Укена, правитель Лера, которому Теда приходилась внучкой по отцовской линии. Последний пытался объединить под своим управлением все восточно-фризские племена, но в 1430 году лишился власти из-за недовольных его правлением вождей во главе с вождём из рода Кирксена. Фокко Укена оставил своей единственной внучке богатое наследство, состоявшее из доходов и собственности. Последнее обстоятельство, как и стремление преодолеть вражду между их родами, стали причинами, по которым к Теде посватался вдовый правитель Гретзиля, который ранее был женат на дочери восточно-фризского вождя Виберта фон Эзенса.

## Брак и потомство
Брак с Тедой, представительницей влиятельного рода Укена, усиливал позиции восточно-фризского вождя Ульриха, выходца из менее влиятельного рода Кирксена, который стремился объединить под своим правлением весь Остфрисланд. Так как жених и невеста приходились друг другу дальними родственниками, им пришлось обратиться за диспенсацией к Герхарду III архиепископу Бремена, который передал их прошение в Рим. 4 или 14 декабря 1454 года римский папа Николай I предоставил им церковное разрешение. В замке Берум в 1455 году Теда Укена сочеталась браком с Ульрихом (1408 — 25 / 26 сентября 1466), правителем Гретзиля (на сайте Фонда средневековых генеалогий датой церемонии бракосочетания указана 27 мая 1453 года). Их матримониальный союз фактически объединил все восточно-фризские племена под правлением дома Кирксена.
В семье Теды и Ульриха родились шестеро детей — три сына и три дочери:
- Геба[нем.] (18 ноября 1457 — 1477), 13 сентября 1475 года по контракту и до 25 июля 1476 года сочеталась браком с графом Шаумбурга и Гольштейн-Пиннеберга Эриком I[нем.] (1420 / 1421 — 24 / 25 марта 1492);
- Гела (9 февраля 1459 — 1497);
- Энно (1 июля 1460 — 18 февраля 1491), с 1466 года граф Остфрисланда под именем Энно I;
- Эдцард (15 января 1462 — 14 февраля 1528), с 1491 года граф Остфрисланда под именем Эдцарда I Великого, 8 июля 1498 года сочетался браком с графиней Елизаветой Ритбергской[нем.] (ум. 13 июля 1512), дочерью графа Ритберга Иоганна I[нем.];
- Уко (1 апреля 1464 — 28 июня 1507), сочетался браком с Эльвидой, дочерью Эльвида фон Поллманна, от которой имел дочь Мётке, баронессу Хайсфельде;
- Альмут[нем.] (1465 — 1522), в 1490 году была похищена будущим мужем Энгельманном фон Хорстеллом и сочеталась с ним браком, который не был признан её родственниками, почти всю жизнь провела под домашним арестом[11].

Теда уделяла большое внимание воспитанию и образованию детей. Все её сыновья, пройдя рыцарскую подготовку, были направлены матерью на обучение в Старый Кёльнский университет.
23 декабря 1464 года в церкви францисканцев в Эмдене Ульрих и его потомки были возведены в достоинство имперских графов Остфрисланда, таким образом Теда стала первой имперской графиней в доме Кирксена.

## Регентство
27 сентября 1466 года Теда овдовела. По совету друзей покойного мужа она стала регентом при несовершеннолетнем сыне. Управлять графством ей помогали правитель Дорнума Геро Мориц Канкена и правитель Эзенса, Стедесдорфа и Витмунда Зибет Аттена. Во время своего регентства Теда смогла закрепить за Остфрисландом право на сбор таможенных пошлин, на отмене которого для своих купцов настаивал Гамбург, и оставить за графством Эмден и Лер, которые Гамбург заложил её покойному мужу в 1453 году.
Ей также удалось сохранить земли Остфрисланда от притязаний со стороны герцога Бургундии Карла Смелого и графа Ольденбурга Герхарда VI. Последний, претендуя на территории в Восточной Фризии, заключил союз с восточно-фризским вождём Зирком фон Фридебургом. В 1473 году Теда смогла объединить противников графа — правителей Эстрингена, Рюстрингена, Бутьядингена и князь-архиепископа Бремена. В 1474 году к ним присоединился и князь-епископ Мюнстера. Совместными усилиями им удалось разбить графа Ольденбурга, который, потерпев поражение, обратился за помощью к герцогу Бургундии. Последний претендовал на титул и владения графа Голландии. В 1474 году Герхард VI и Карл Смелый заключили военный союз, целью которого было завоевание герцогом Восточной Фризии. Теда, предвидя подобное развитие событий, ещё в 1473 году заключила союз с городом Гронинген и западно-фризскими вождями. Граф Ольденбурга начал военную кампанию, однако герцог Бургундии по ряду причин не смог поддержать союзника. Конфликт, не считая краткого Квакенбрюкского перемирия, продлился десять лет. Только в 1486 году преемники Герхарда VI отказались от претензий на земли Восточной Фризии. Договор между Остфрисландом и Ольденбургом был заключён уже после смерти Теды.
При ней к Остфрисланду был присоединён Фридебург и усовершенствован местный закон о дамбах. После завершения регентства, Теда осталась фактической правительницей графства.
Умерла 16 ноября 1494 года в замке Гретзиль. Останки графини были погребены в аббатстве Мариенталь в Нордене. В завещании, которое было составлено ею в мае 1494 года, она оставила щедрое пожертвование восточно-фризским монастырям.